# Емілі Девісон
Емілі Вілдінг Девісон (англ. Emily Wilding Davison; 11 жовтня 1872 — 8 червня 1913) — британська суфражистка, суфражетка. 
Народилася 11 жовтня 1872 року у Лондоні. Навчалася в Королівському коледжі Гелловей та Лондонському університеті.  
За участь у боротьбі за виборче право для жінок була запроторена до в'язниці у зв'язку з 9 різними причинами і примусово годована 49 разів. 
Загинула від травм, отриманих під копитами коня, що належав королю Джорджу (Георгу) V, під час англійського Дербі 1913 року, проголошуючи суфражистський маніфест. Ця подія набула широкого розголосу та привернула увагу до вимог жінок, що боролись за виборчі права.
Історія трагічної загибелі Емілі Девісон висвітлена у фільмі Сари Геврон Суфражистка (2015).